# Amstel Gold Race 2023
Das Amstel Gold Race 2023 war die 57. Austragung des niederländischen Eintagsrennens. Das Rennen fand am 16. April statt und war Teil der UCI WorldTour 2023.
Der Sieg ging an Tadej Pogačar (UAE Team Emirates), nachdem er sich rund 30 Kilometer vor dem Ziel am Keutenberg hatte absetzen können. Er gewann als Solist mit einem Vorsprung von 38 Sekunden auf Ben Healy (EF Education-EasyPost). Platz drei ging an Thomas Pidcock (Ineos Grenadiers), der als letzter Fahrer von Tadej Pogačar distanziert wurde und einen Rückstand von 2 Minuten und 14 Sekunden aufwies.

## Teilnehmende Mannschaften und Fahrer
Neben den 18 UCI WorldTeams starteten auch 7 UCI ProTeams bei dem Rennen. Für jedes Team waren sieben Fahrer startberechtigt, wobei Andrei Seiz (Astana Qazaqstan) das Rennen nicht in Angriff nahm. Von den 174 Startern erreichten nur 77 das Ziel.
Mit dem Vorjahressieger Michał Kwiatkowski (Ineos Grenadiers) nahm nur ein ehemaliger Sieger des Rennens bei der 57. Austragung teil.
Als Favoriten galten Tadej Pogačar (UAE Team Emirates), Thomas Pidcock, Michał Kwiatkowski, Magnus Sheffield (alle Ineos Grenadiers), Tiesj Benoot, Attila Valter (beide Jumbo-Visma), Benoît Cosnefroy (AG2R Citroën Team), Valentin Madouas, David Gaudu (beide Groupama-FDJ), Matej Mohorič (Bahrain Victorious), Sergio Higuita, Jai Hindley (beide Bora-hansgrohe), Neilson Powless, Mikkel Frølich Honoré (beide EF Education-EasyPost), Søren Kragh Andersen (Alpecin-Deceuninck), Mauro Schmid, Andrea Bagioli (beide Soudal Quick-Step), Mattias Skjelmose Jensen, Bauke Mollema, Quinn Simmons (alle Trek-Segafredo), Michael Woods (Israel-Premier Tech) und Rui Costa (Intermarché-Circus-Wanty).
| UCI WorldTeams | UCI WorldTeams        | UCI WorldTeams | UCI WorldTeams           | UCI WorldTeams | UCI WorldTeams    | UCI ProTeams | UCI ProTeams           |
| -------------- | --------------------- | -------------- | ------------------------ | -------------- | ----------------- | ------------ | ---------------------- |
| ACT            | AG2R Citroën Team     | GFC            | Groupama-FDJ             | DSM            | Team DSM          | IPT          | Israel-Premier Tech    |
| ADC            | Alpecin-Deceuninck    | IGD            | Ineos Grenadiers         | JAY            | Team Jayco AlUla  | LTD          | Lotto Dstny            |
| AST            | Astana Qazaqstan Team | ICW            | Intermarché-Circus-Wanty | TFS            | Trek-Segafredo    | Q36          | Q36.5 Pro Cycling Team |
| TBV            | Bahrain Victorious    | TJV            | Jumbo-Visma              | UAD            | UAE Team Emirates | TFB          | Team Flanders-Baloise  |
| BOH            | Bora-Hansgrohe        | MOV            | Movistar Team            |                |                   | TEN          | TotalEnergies          |
| COF            | Cofidis               | SOQ            | Soudal Quick-Step        |                |                   | TUD          | Tudor Pro Cycling Team |
| EFE            | EF Education-EasyPost | ARK            | Team Arkéa-Samsic        |                |                   | UXT          | Uno-X Pro Cycling Team |

## Streckenführung
Die Strecke führte von Maastricht über 253,6 Kilometer durch die Hügel der Provinz Limburg nach Berg en Terblijt nahe Valkenburg. Das Finale wurde erneut auf mehreren Schleifen um Valkenburg ausgetragen, die sich im Vergleich zum Vorjahr nicht verändert hatten.
Nach dem offiziellen Start führte die Strecke in Richtung Norden nach Geleen, ehe die Fahrtrichtung gen Süden drehte und Gulpen nach 63 Kilometern erreicht wurde. Nach den ersten Anstiegen erreichten die Fahrer bei Kilometer 120 kurz nach Vaals mit dem Drielandenpunt (Anstieg #11) den höchsten Punkt des Rennens. Im Anschluss folgte ein kurzer Abstecher nach Belgien, ehe der Gulperberg (Anstieg #15) nach 143,7 Kilometern das erste Mal überquert wurde. Nach einer Serie von Anstiegen erfolgte nach rund 170 Kilometern die erste Auffahrt des Cauberg (Anstieg #21), dem bekanntesten Anstieg des Rennens. Kurz darauf erfolgte die erste Zieldurchfahrt und die Fahrer nahmen den ersten Rundkurs in Angriff, der 63,2 Kilometer lang war und zehn Anstiege beinhaltete. Nach der zweiten Auffahrt des Gulperberg (Anstieg #26) folgte die Auffahrt des bis zu 22 % steilen Keutenberg (Anstieg #30), der 28,3 Kilometer vor dem Ziel überquert wurde. Direkt im Anschluss wurde der Cauberg (Anstieg #31) ein zweites und letztes Mal befahren, ehe die 16 Kilometer lange Schlussrunde in Angriff genommen wurde.
Mit dem Geulhemmerberg (Anstieg #32) und Bemelerberg (Anstieg #33) mussten nun die zwei letzten Anstiege überquert werden. Beide wiesen eine durchschnittliche Steigung von rund 5 % auf und waren rund einen Kilometer lang. Die Kuppe des Bemelerberg wurde 5,2 Kilometer vor dem Ziel erreicht, ehe eine schmale Straße über Terblijt nach Vilt führte. Die anschließende Zielgerade war rund einen Kilometer lang.
| #  |                    | Kilometer | Länge (m) | Ø Steigung | max. Steigung |
| -- | ------------------ | --------- | --------- | ---------- | ------------- |
| 1  | Maasberg           | 12,3      | 700       | 3,7 %      | 10,1 %        |
| 2  | Adsteeg            | 32,1      | 700       | 4,3 %      | 7,5 %         |
| 3  | Bergseweg          | 49,1      | 2700      | 3,3 %      | 6,8 %         |
| 4  | Korenweg           | 51,6      | 900       | 5,7 %      | 10,2 %        |
| 5  | Nijswillerweg      | 57        | 1300      | 2,7 %      | 5,2 %         |
| 6  | Rijksweg           | 67        | 3100      | 2,8 %      | 4,9 %         |
| 7  | Wolfsberg          | 76,6      | 1200      | 2,8 %      | 12,0 %        |
| 8  | Loorberg           | 79,5      | 1500      | 5,3 %      | 8,6 %         |
| 9  | Schweibergergweg   | 91        | 2700      | 4,5 %      | 7,1 %         |
| 10 | Camerig            | 109,6     | 4400      | 4,0 %      | 7,7 %         |
| 11 | Drielandenpunt     | 120,1     | 3200      | 4,4 %      | 9,9 %         |
| 12 | Gemmenich          | 123,1     | 800       | 7,2 %      | 8,8 %         |
| 13 | Vijlenerbos        | 128,5     | 2700      | 3,8 %      | 10,7 %        |
| 14 | Erperheide         | 135,7     | 2100      | 4,7 %      | 8,0 %         |
| 15 | Gulperberg         | 143,7     | 920       | 5,6 %      | 17,0 %        |
| 16 | Plettenberg        | 147,5     | 1200      | 3,7 %      | 8,0 %         |
| 17 | Eyserweg           | 151,1     | 2100      | 4,4 %      | 9,0 %         |
| 18 | St. Remigiusstraat | 154,5     | 900       | 7,8 %      | 10,7 %        |
| 19 | Vrakelberg         | 160       | 600       | 7,2 %      | 11,4 %        |
| 20 | Sibbergrubbe       | 168       | 2100      | 3,6 %      | 6,0 %         |
| 21 | Cauberg            | 171,5     | 800       | 6,5 %      | 12,8 %        |
|    | Zieldurchfahrt     | 174,4     |           |            |               |
| 22 | Geulhemmerberg     | 176       | 1200      | 4,6 %      | 8,0 %         |
| 23 | Keederberg         | 184       | 2000      | 3,1 %      | 8,0 %         |
| 24 | Bemelerberg        | 188,5     | 900       | 4,5 %      | 7,0 %         |
| 25 | Loorberg           | 202,1     | 1500      | 5,3 %      | 8,6 %         |
| 26 | Gulperberg         | 208,7     | 920       | 5,6 %      | 17,0 %        |
| 27 | Kruisberg          | 213,4     | 600       | 8,8 %      | 15,5 %        |
| 28 | Eyserbosweg        | 215,6     | 900       | 9,3 %      | 17,0 %        |
| 29 | Fromberg           | 220       | 1600      | 3,6 %      | 8,0 %         |
| 30 | Keutenberg         | 225,3     | 1200      | 5,9 %      | 22,0 %        |
| 31 | Cauberg            | 234,1     | 800       | 6,5 %      | 12,8 %        |
|    | Zieldurchfahrt     | 237,6     |           |            |               |
| 32 | Geulhemmerberg     | 238,5     | 1000      | 5,0 %      | 8,0 %         |
| 33 | Bemelerberg        | 248,4     | 900       | 4,5 %      | 7,0 %         |
|    | Ziel               | 253,6     |           |            |               |

## Rennverlauf und Ergebnis
Mit Andrei Seiz (Astana Qazaqstan) nahm ein Fahrer das Rennen nicht Angriff. Wenige Kilometer nachdem das Rennen freigegeben worden war, setzten sich mit Mathias Vacek (Trek-Segafredo), Leon Heinschke (DSM), Mattéo Vercher (TotalEnergies), Ward Vanhoof (Flanders-Baloise), Tobias Ludvigsson, Alessandro Fedeli (beide Q36.5) und Martin Urianstad (Uno-X) sieben Fahrer vom Hauptfeld ab. Die Ausreißer fuhren einen maximalen Vorsprung von rund fünf Minuten heraus, ehe dieser sukzessive abnahm und die Gruppe bereits 113 Kilometer vor dem Ziel eingeholt wurde.
Rund 94 Kilometer vor dem Ziel teilte sich das Peloton und es bildete sich eine 16 Fahrer umfassende Spitzengruppe, in der mit Tadej Pogačar (UAE Team Emirates) und Thomas Pidcock (Ineos Grenadiers) zwei der Top-Favoriten vertreten waren. In der ersten Auffahrt des Cauberg, rund 80 Kilometer vor dem Ziel fielen die ersten Fahrer aus der ersten Gruppe zurück, sodass noch elf Fahrer an der Spitze des Rennens verblieben. Dahinter versuchten Benoît Cosnefroy (AG2R Citroën) und Pascal Eenkhoorn (Lotto Dstny) zur Spitzengruppe aufzuschließen, was ihnen jedoch nicht gelang. Etwa 50 Kilometer vor dem Ziel kam es im Peloton zu einem Sturz, in den auch Valentin Madouas (Groupama-FDJ), Tobias Halland Johannessen (Uno-X) und Neilson Powless (EF Education-EasyPost) involviert waren. Das Hauptfeld teilte sich erneut und lag weiterhin rund 20 Sekunden hinter der Ausreißergruppe. Am Fuße des Kruisberg musste Tadej Pogačar sein Rad aufgrund eines technischen Defekts wechseln. Der Slowene konnte jedoch noch im Anstieg wieder zur Spitze des Rennens aufschließen, ehe er am nachfolgenden Eyserbosweg rund 36 Kilometer vor dem Ziel angriff. Einzig Thomas Pidcock und Ben Healy (EF Education-EasyPost) konnten der Tempoverschärfung folgen und es bildete sich eine drei Fahrer umfassende Spitzengruppe. Dahinter folgten Alexei Luzenko (Astana Qazaqstan) und Andreas Kron (Lotto Dstny) mit wenigen Sekunden Rückstand. Die beiden waren sich jedoch uneinig und konnten nicht mehr zu den Spitzenreitern aufschließen.
Die Entscheidung fiel im Anstieg des Keutenberg rund 28 Kilometer vor dem Ziel. Tadej Pogačar forcierte das Tempo erneut und distanzierte zunächst Ben Healy, ehe er im oberen Teil auch Thomas Pidcock abschüttelte. In weiterer Folge baute der Slowene seinen Vorsprung weiter aus und kam als Solist im Ziel an. Dahinter schloss Ben Healy zu Thomas Pidcock auf und schüttelte diesen am Geulhemmerberg ab. Er erreichte das Ziel als zweiter mit einem Rückstand von 38 Sekunden, während Thomas Pidcock im Finale viel Zeit verlor und sich mit einem Rückstand von zwei Minuten und 14 Sekunden gerade noch vor Andreas Kron und Alexei Luzenko ins Ziel rettete.
| Platz | Fahrer                   | Nation | Team                   | Zeit                   |
| ----- | ------------------------ | ------ | ---------------------- | ---------------------- |
| 01.   | Tadej Pogačar            | SLO    | UAE Team Emirates      | 6:02:02 h (42,02 km/h) |
| 02.   | Ben Healy                | IRL    | EF Education-EasyPost  | + 0:38 min             |
| 03.   | Thomas Pidcock           | GBR    | Ineos Grenadiers       | + 2:14 min             |
| 04.   | Andreas Kron             | DEN    | Lotto Dstny            | "                      |
| 05.   | Alexei Luzenko           | KAZ    | Astana Qazaqstan Team  | "                      |
| 06.   | Andrea Bagioli           | ITA    | Soudal Quick-Step      | + 3:14 min             |
| 07.   | Maxim Van Gils           | BEL    | Lotto Dstny            | "                      |
| 08.   | Mattias Skjelmose Jensen | DEN    | Trek-Segafredo         | "                      |
| 09.   | Alexander Kamp           | DEN    | Tudor Pro Cycling Team | "                      |
| 10.   | Alex Zingle              | FRA    | Cofidis                | "                      |